# Daniele Cacia
Daniele Cacia (ur. 23 sierpnia 1983 w Catanzaro) – włoski piłkarz występujący na pozycji napastnika. Zawodnik takich klubów jak Ternana, SPAL, Pistoiese, ACF Fiorentina, Lecce, Cesena i Reggina.